# Black Sun (film)
Pour les articles homonymes, voir Black Sun.
Pour plus de détails, voir Fiche technique et Distribution.
Black Sun (de l'anglais signifiant littéralement « Soleil noir ») est un film documentaire britannique réalisé par Gary Tarn — dont c'est le premier film — sorti en 2005.

## Synopsis
Il s'agit en fait d'une longue narration en voix off, écrite et dite par l'artiste français basé à New York Hugues de Montalembert, dans laquelle celui-ci raconte comment il a perdu la vue à la suite d'une agression subie en 1978, et comment il a surmonté cette épreuve et s'est adapté à cette nouvelle situation. Les images et la musique qui accompagnent cette narration et constituent le travail du réalisateur n'ont pas de réelle cohérence et se veulent davantage un « poème sensoriel ».

## Fiche technique
- Titre : Black Sun
- Réalisation :	Gary Tarn
- Scénario : Hugues de Montalembert
- Photographie : Gary Tarn
- Montage : Gary Tarn
- Musique :  Gary Tarn
- Direction artistique : Gary Tarn
- Producteur :  John Battsek
- Producteurs exécutifs :  Alfonso Cuarón, Andrew Ruhemann, Frida Torresblanco
- Société de production :  Passion Pictures, en association avec Cactus Three
- Société de distribution :  Second Run  (DVD)
- Pays d'origine :   Royaume-Uni
- Langue :  Français, Anglais
- Format : Couleur
- Genre : film documentaire
- Durée : 75 minutes (1 h 15)
- Dates de sortie :
  -  Canada : 12 septembre 2005 (Festival international du film de Toronto)
  -  Pays-Bas : janvier 2006 (Festival international du film de Rotterdam)
  -  Grèce : 13 mars 2006 (Festival international de documentaires de Thessalonique)
  -  Royaume-Uni : 5 mai 2006
  -  États-Unis : 13 avril 2007 (Festival du film du Wisconsin)